# Loi Lemoine
 (mars 2025).
La Loi Lemoine, adoptée le 28 février 2022, est une législation française visant à réformer et moderniser certains aspects du secteur bancaire et des assurances. Elle porte le nom du rapport de la députée Patricia Lemoine.